# What I've Done
"What I’ve Done" là một bài hát của ban nhạc rock người Mỹ Linkin Park. Nó được phát hành làm đĩa đơn đầu tiên cũng như là bài hát thứ 6 trong album phòng thu thứ 3 của họ, Minutes to Midnight (2007). Bài hát được viết ở cung Sol thứ. Bài hát được phát hành dưới dạng đĩa đơn radio vào ngày 1 tháng 4 năm 2007, dưới dạng bản tải xuống kỹ thuật số vào ngày 2 tháng 4 và dưới dạng đĩa đơn CD vào ngày 30 tháng 4. Phần trình diễn trực tiếp của "What I’ve Done" từ Road to Revolution: Live at Milton Keynes đã được đề cử cho giải Trình diễn Hard Rock xuất sắc nhất tại Lễ trao giải Grammy lần thứ 52, nhưng không giành được chiến thắng. Bài hát là nhạc chủ đề chính của bộ phim khoa học viễn tưởng là Transformers năm 2007, và cũng đã xuất hiện trong album Transformers: The Album (2007). Bài hát được chứng nhận bạch kim 5 lần bởi RIAA.
"What I've Done" đã được góp mặt trong trò chơi điện tử Guitar Hero World Tour. Vào tháng 1 năm 2011, nó được phát hành trong gói DLC Linkin Park cho Rock Band 3. Bài hát cũng nằm trong B-side của đĩa đơn "Iridescent" tại Vương quốc Anh.

## Biên soạn
Chester Bennington đã mô tả về bài hát trong một cuộc phỏng vấn tháng 3 năm 2007 với MTV:
Joe [Hahn] đã tiếp cận Mike và tôi để bày tỏ mong muốn được áp dụng toàn bộ ý tưởng của Minutes to Midnight để mô tả quá trình ban nhạc đã thay đổi như thế nào. Có thể hiểu đó là cách chúng tôi tạm biệt con người cũ của mình...Lời nhạc trong khổ đầu là 'In this farewell, there's no blood, there's no alibi,' (Trong cuộc chia ly này, không có đổ máu, không có ngoại phạm) và ngay lập tức bạn sẽ nhận thấy âm nhạc của chúng tôi đã khác: Tiếng trống nghe thô hơn, tiếng guitar nghe thô hơn và phần hát không được tăng âm. Chỉ có chúng tôi ở đó.... đúng như ý muốn của Rick Rubin.

Đĩa đơn và video đã xuất hiện trên iTunes Store ngay sau nửa đêm Múi giờ miền Đông ngày 2 tháng 4 năm 2007. Bài hát đã được phát trực tuyến trên trang nhất của trang web chính thức của họ, với video được thêm vào trang web ngay sau đó.
Bài hát bắt đầu với phần guitar ngắn 3 giây, sau đó là đoạn mô-típ piano, rồi đến một đoạn trống theo phong cách hip hop, và tới đoạn riff guitar thô. Khi bài hát được trình diễn trực tiếp tại các buổi hòa nhạc của Linkin Park, Mike Shinoda sẽ chơi phần piano mở bài và sau đó chơi guitar. Bài hát này khác với hầu hết các bài hát của Linkin Park trong các album trước ở chỗ hầu như Mike Shinoda không góp giọng, ngoại trừ một đoạn điệp khúc ngắn "na na na" ở cuối. "What I’ve Done" là bài hát cuối cùng được sáng tác cho Minutes to Midnight.  Bài hát cũng có nhịp xuống chính xác mỗi giây một lần, nhất quán trong toàn bộ bài hát.
Mike Shinoda đã tạo ra một bản phối lại của bài hát, được gọi là "What I’ve Done (Distorted Remix)". Nó được đưa vào B-side của "Bleed It Out". Bản phối lại sau đó đã được đưa vào chuyến lưu diễn quốc tế của Minutes to Midnight, cũng như được đưa vào trong CD Underground X: Demos độc quyền của Linkin Park.

## Video âm nhạc
Video âm nhạc cho "What I've Done" được quay tại sa mạc California và được đạo diễn bởi tay đẩy đĩa của Linkin Park là Joe Hahn. Video có cảnh quay ban nhạc biểu diễn ở một khu vực ngoại ô, xen kẽ với cảnh quay nhiều phong trào chính trị và các vấn đề nhân đạo bao gồm ô nhiễm, phân biệt chủng tộc, chủ nghĩa quốc xã, Ku Klux Klan, phá thai, khủng bố, Holocaust, phá rừng, nghèo đói, nghiện ma túy, sự béo phì, sự tàn phá, giá xăng dầu tăng cao và những tội ác do loài người gây ra. Video được công chiếu vào ngày 2 tháng 4 năm 2007 trên MTV và Fuse. Nó được công chiếu lần đầu trên MTV Châu Á, MTV Đức, TMF Hà Lan và MuchMusic của Canada vào ngày 3 tháng 4 năm 2007.
Trong video có đan xen nhiều phân cảnh khác nhau: binh lính SWAT dùng lá chắn chống bạo động, một lính cứu hỏa giải cứu một bé gái trên tay, ngà voi bị đốt cháy, một người đàn ông to béo đang ăn một chiếc bánh sandwich, một người phụ nữ đo vòng eo của mình, một người đàn ông bị suy dinh dưỡng đến mức có thể nhìn thấy lồng ngực qua da, gấu Bắc Cực và chim cánh cụt đang bơi, một đứa trẻ sơ sinh đang bước đi, những tảng băng sụp xuống, người Mỹ gốc Phi bị cảnh sát miền Nam săn lùng trong thời gian diễn ra Phong trào Dân quyền, một cây thánh giá bị đốt cháy bởi nhóm Ku Klux Klan, vụ nổ hạt nhân, tượng đài Firdos bị phá hủy, Trung tâm Thương mại Thế giới sụp đổ do hậu quả của vụ tấn công ngày 11 tháng 9 cũng như cảnh quay trên điện thoại di động của các công dân chạy trốn khỏi tòa nhà đang sụp đổ, trẻ em vẫy cờ Mỹ (một trong những đứa trẻ là Brad Delson), một đứa trẻ Trung Đông cầm khẩu súng AK-47, tàu chở dầu bị gãy làm đôi và một con chim cánh cụt dính đầy vết dầu. Video cũng có hình ảnh các nhà lãnh đạo Đảng Cộng sản như Fidel Castro, Joseph Stalin và Mao Trạch Đông, các nhà lãnh đạo thế giới bao gồm Mẹ Teresa, Mahatma Gandhi, Robert F. Kennedy, tượng Phật, Người Vitruvius của Leonardo da Vinci, và các địa danh nổi tiếng bao gồm Thung lũng Tượng đài, Trung tâm Thương mại Thế giới trước khi nó bị phá hủy, Parthenon, Kim tự tháp Giza, Hagia Sophia, Stonehenge và Đài tưởng niệm Lincoln.
Đến tháng 1 năm 2021, bài hát đã có 500 triệu lượt xem trên YouTube.

Hai mặt khác nhau của bộ trống được sử dụng trong video nhạc. Hình bên phải là từ đoạn đầu của video (với logo bị sai).

Video clip đã được góp mặt và giành chiến thắng trên chương trình Battle of the Videos của MTV trước các video của Evanescence ("Sweet Sacrifice") và Lil 'Mama ("Lip Gloss"). Video cũng đánh dấu sự xuất hiện đầu tiên của một video bởi Linkin Park ở vị trí số 1 trên chương trình TRL của MTV, đạt vị trí số 1 tổng cộng 6 lần cho đến nay.  James Montgomery của MTV đã gọi "What I’ve Done" là "video Linkin Park to lớn nhất, kinh khủng nhất và xuất sắc nhất mọi thời đại", ca ngợi hình ảnh cũng như nhiều nhân vật và sự kiện chính trị xảy ra trong video. Ông tóm tắt thông điệp của video: "Hahn đủ thông minh - hoặc dũng cảm - để đưa ra một thông điệp ở đây: sức mạnh hủy diệt của con người so với vẻ đẹp kiên cường của thiên nhiên, và nơi mà tất cả chắc chắn sẽ kết thúc (ám chỉ: chúng ta sẽ thua cuộc)." 

### Những đoạn phim tài liệu từ video
Sau đây là một danh sách chi tiết những thước phim tài liệu và lịch sử trong video nhạc:
| - Một con bọ cạp - Bộ máy đồng hồ - Một con đại bàng đầu trọc - Sa mạc hoá - Chiến tranh vùng Vịnh thứ 2 - Một người lính của Quân đội Mỹ với khẩu súng phun lửa - Một cuộc biểu tình đòi quyền lợi của nhân dân những năm 1960 tại Birmingham, Alabama - Thể chế điều khiển bởi chính phủ (Chủ nghĩa phát xít-Chủ nghĩa quốc xã-Chủ nghĩa quân phiệt) - Chiến tranh Việt Nam - Sự nóng lên của khí hậu toàn cầu - Đô thị hoá - Ô nhiễm môi trường - Săn bắn trái phép (Ngà voi) - Phá rừng - Một con gấu trắng Bắc Cực - Một con tê giác - Công dân của những nước kém phát triển nhất - Béo phì - Một phụ nữ ăn kiêng - Chết đói - Ảnh hưởng của Bão Katrina tại New Orleans - Di chỉ Stonehenge - Nhà thờ Thiên Chúa giáo Hagia Sophia | - Đại Kim tự tháp Giza - Đền Parthenon - Bức tranh Người Vitruvius (Leonardo da Vinci) - Xơ Teresa - Robert F. Kennedy - Mahatma Gandhi - Đức Phật - Mao Trạch Đông - Đài tưởng niệm Abraham Lincoln - Fidel Castro - Ku Klux Klan - Adolf Hitler - Saddam Hussein - Cuộc tấn công khủng bố ngày 11 tháng 9 - Phân bào - Di truyền học - Ma tuý - Một cây xăng - Một con chim cánh cụt - Tràn dầu - Đám mây hình nấm của vụ thử nghiệm hạt nhân Trinity và những vụ thử nghiệm vũ khí hạt nhân khác - Nhiều trẻ em thuộc nhiều dân tộc thiểu số khác nhau đang cầm Quốc kỳ Mỹ (Brad Delson) | - Trẻ em Palestine (đang cầm một khẩu súng AK-47) - Trại tập trung Auschwitz - Joseph Stalin - Chủ nghĩa dân tộc (điển hình là Đặc Mỹ) - Vệ thành Athens - Nhà thờ Hồi giáo Sultan Ahmed (hay còn gọi là Thánh đường Xanh) - Robert Mugabe - Benito Mussolini - Martin Luther King Jr. - Đánh bom Thành phố Oklahoma - Đấu tranh đòi quyền đồng giới |

## Doanh số thương mại
Mặc dù Minutes To Midnight có nhiều phản hồi trái chiều, bài hát đã có màn ra mắt lớn trên các bảng xếp hạng Hoa Kỳ trong tuần xếp hạng ngày 21 tháng 4 năm 2007. Bài hát ra mắt trong top 10 của US Hot 100 vào ngày 10 tháng 4 năm 2007, ở vị trí thứ 7. Đây là lần ra mắt ở thứ hạng cao thứ 2 của ban nhạc cho đến nay trên bảng xếp hạng (vị trí này trước đó thuộc về "Somewhere I Belong", mở đầu ở vị trí thứ 47), giành được "Hot Shot" ra mắt trong tuần, và sau đó trở thành vị trí cao thứ 3 cho một Đĩa đơn bởi Linkin Park tính đến thời điểm hiện tại trên Hot 100. Bài hát này là bài có lần ra mắt ở thứ hạng cao nhất của họ cho đến khi họ phát hành "New Divide" vào tháng 5 năm 2009. Vào thời điểm ra mắt, đây mới là bài hát thứ 11 kể từ năm 2000 ra mắt ở vị trí thứ 7 hoặc cao hơn trên Hot 100, và là bài hát thứ 3 làm được như vậy của một nghệ sĩ không thuộc American Idol. Bài hát được thúc đẩy một phần bởi doanh số bán hàng kỹ thuật số, ra mắt ở vị trí thứ 4 trên bảng xếp hạng kỹ thuật số. Bài hát đã được chứng nhận ×2 Bạch kim bởi RIAA vào ngày 13, 2008. Nó đạt 3 triệu lượt tải về vào đầu năm 2011, trở thành bài hát kỹ thuật số thành công nhất của họ ở Mỹ. Tính đến tháng 1 năm 2015, bài hát đã bán được 3.700.000 bản tại Mỹ.
Ngoài ra, bài hát đã trở thành bài hát thứ 3 từng mở màn ở vị trí số 1 trên bảng xếp hạng Modern Rock, cũng trở thành bài hát số 1 thứ 7 của ban nhạc trên bảng xếp hạng. Nó giữ vị trí số 1 trên Alternative Songs trong 15 tuần liên tiếp, vào thời điểm đó với "Sex and Candy" của Marcy Playground. Trong kho nhạc iTunes, bài hát đã từng đạt vị trí thứ 2. Nó đã bị từ chối vị trí đầu bảng bởi "Give It to Me" của Timbaland. Video âm nhạc của bài là video đầu tiên đạt vị trí số 1 trên TRL trong lịch sử các video bởi Linkin Park. Nó cũng đã trở thành một hit trung bình trên bảng xếp hạng Adult Top 40 và Pop 100 Airplay, đạt vị trí thứ 21 và 17 trên các bảng xếp hạng tương ứng.

## Danh sách ca khúc
Tất cả các ca khúc được viết bởi Linkin Park.
| CD1 • đĩa hình 7" | CD1 • đĩa hình 7" | CD1 • đĩa hình 7" |
| STT               | Nhan đề           | Thời lượng        |
| ----------------- | ----------------- | ----------------- |
| 1.                | "What I've Done"  | 3:29              |
| 2.                | "Faint" (Live)    | 2:46              |

| CD2 • đĩa đơn Úc • EP iTunes | CD2 • đĩa đơn Úc • EP iTunes | CD2 • đĩa đơn Úc • EP iTunes |
| STT                          | Nhan đề                      | Thời lượng                   |
| ---------------------------- | ---------------------------- | ---------------------------- |
| 1.                           | "What I've Done"             | 3:28                         |
| 2.                           | "Faint" (Live)               | 2:46                         |
| 3.                           | "From the Inside" (Live)     | 3:31                         |

## Nhân sự
- Chester Bennington - hát chính
- Mike Shinoda - guitar đệm, đàn organ, ca sĩ
- Brad Delson - guitar chính
- Dave "Phoenix" Farrell - guitar bass
- Joe Hahn - bàn xoay
- Rob Bourdon - trống

## Xếp hạng và chứng nhận
| Bảng xếp hạng (2007–2008)            | Vị trí cao nhất |
| ------------------------------------ | --------------- |
| Úc (ARIA)                            | 13              |
| Áo (Ö3 Austria Top 40)               | 8               |
| Bỉ (Ultratop 50 Flanders)            | 26              |
| Bỉ (Ultratop 50 Wallonia)            | 24              |
| Canada (Canadian Hot 100)            | 3               |
| Canada CHR/Top 40 (Billboard)        | 18              |
| Canada Rock (Billboard)              | 1               |
| Cộng hòa Séc (Rádio Top 100)         | 2               |
| Phần Lan (Suomen virallinen lista)   | 1               |
| Đức (GfK)                            | 4               |
| Ireland (IRMA)                       | 15              |
| Ý (FIMI)                             | 3               |
| Hà Lan (Dutch Top 40)                | 26              |
| Hà Lan (Single Top 100)              | 28              |
| New Zealand (Recorded Music NZ)      | 9               |
| Na Uy (VG-lista)                     | 12              |
| Scotland (OCC)                       | 4               |
| Slovakia (Rádio Top 100)             | 16              |
| Thụy Điển (Sverigetopplistan)        | 6               |
| Thụy Sĩ (Schweizer Hitparade)        | 6               |
| Anh Quốc (OCC)                       | 6               |
| Anh Quốc Rock and Metal (OCC)        | 1               |
| Hoa Kỳ Billboard Hot 100             | 7               |
| US Pop 100 (Billboard)               | 8               |
| Hoa Kỳ Adult Pop Airplay (Billboard) | 21              |
| Hoa Kỳ Alternative Songs (Billboard) | 1               |
| Hoa Kỳ Mainstream Rock (Billboard)   | 1               |
| Hoa Kỳ Pop Airplay (Billboard)       | 17              |

| Bảng xếp hạng (2012)             | Vị trí cao nhất |
| -------------------------------- | --------------- |
| Germany (Official German Charts) | 81              |

| Bảng xếp hạng (2014)                   | Vị trí cao nhất |
| -------------------------------------- | --------------- |
| Cộng hòa Séc (Singles Digitál Top 100) | 100             |

| Bảng xếp hạng (2017)              | Vị trí cao nhất |
| --------------------------------- | --------------- |
| Pháp (SNEP)                       | 178             |
| Hungary (Stream Top 40)           | 38              |
| Bồ Đào Nha (AFP)                  | 53              |
| Hoa Kỳ Hot Rock Songs (Billboard) | 7               |

| Bảng xếp hạng (2007)                 | Vị trí |
| ------------------------------------ | ------ |
| Australia (ARIA)                     | 39     |
| Austria (Ö3 Austria Top 40)          | 50     |
| Belgium (Ultratop Flanders)          | 92     |
| Belgium (Ultratop Wallonia)          | 87     |
| Germany (Official German Charts)     | 45     |
| New Zealand (Recorded Music NZ)      | 21     |
| Sweden (Sverigetopplistan)           | 53     |
| Switzerland (Schweizer Hitparade)    | 26     |
| UK Singles (Official Charts Company) | 63     |
| US Billboard Hot 100                 | 38     |
| US Alternative Songs (Billboard)     | 1      |

| Bảng xếp hạng (2017)          | Vị trí |
| ----------------------------- | ------ |
| US Hot Rock Songs (Billboard) | 67     |

| Bảng xếp hạng (2019) | Vị trí |
| -------------------- | ------ |
| Portugal (AFP)       | 879    |

| Quốc gia | Chứng nhận  | Số đơn vị/doanh số chứng nhận |
| --- | ----------- | ----------------------------- |
| Đức (BVMI) | Gold        | 250.000^                      |
| Ý (FIMI) | Platinum    | 50.000‡                       |
| Nhật Bản (RIAJ) | Gold        | 0^                            |
| New Zealand (RMNZ) | Gold        | 7,500*                        |
| Thụy Điển (GLF) | Gold        | 10.000^                       |
| Thụy Sĩ (IFPI) | Platinum    | 30.000^                       |
| Anh Quốc (BPI) | Platinum    | 600.000‡                      |
| Hoa Kỳ (RIAA) | 5× Platinum | 5,000,000                     |
| * Chứng nhận dựa theo doanh số tiêu thụ. ^ Chứng nhận dựa theo doanh số nhập hàng. ‡ Chứng nhận dựa theo doanh số tiêu thụ và phát trực tuyến. |             |                               |

## Lịch sử phát hành
| Quốc gia | Ngày                    | Định dạng             | Hãng đĩa     |
| -------- | ----------------------- | --------------------- | ------------ |
| Thế giới | Ngày 2 tháng 4 năm 2007 | Tải xuống kỹ thuật số | Warner Bros. |